# Кинеско-римски односи
Кинеско-римски односи обухватали су (првенствено индиректне) контакте и трговину робом, информацијама и повремене сусрете ретких путника, између Римског царства и династије Хан, као и између каснијег Источног римског царства и разних кинеских династија. Ове империје су се све више приближавале једна другој током римске експанзије у античку западну Азију и истовремених војних упада Хана у Централну Азију. Међусобно познавање је било ограничено. Преживели записи документују само неколико покушаја директног контакта. Посредничка царства као што су Партско и Кушанско, у жељи да задрже контролу над уносном трговином свилом, спречавала су директан контакт између две античке евроазијске силе. Године 97. нове ере, кинески генерал Бан Чао је покушао да пошаље свог изасланика Ган Јинга у Рим, али су Парти одвратили Гана да напусти Персијски залив. Древни кинески историчари забележили су неколико наводних римских изасланика у Кини. Први забележени, наводно изласник римског цара Антонина Пија или његовог усвојеног сина Марка Аурелија, стигао је 166. године нове ере у Кину. За друге је забележено да су стигли 226. и 284. године нове ере, након чега је уследила дуга пауза до прве забележене византијске дипломатске мисије 643. године.
Индиректна размена робе на копну дуж Пута свиле и морских путева укључивала је (на пример) кинеску свилу, римско стаклено посуђе и висококвалитетно сукно. У Кини су пронађени римски новчићи ковани у периоду од 1. века нове ере, као и новчић Максимијана (римског цара од 286. до 305. године) и медаљони из времена владавине Антонина Пија (в. 138–161) и Марко Аурелије (в. 161–180) у Јиаозхи (у данашњем Вијетнаму), истој регији у којој кинески извори тврде да су се Римљани први пут искрцали. Римско стаклено и сребрно посуђе откривено је на кинеским археолошким налазиштима из периода Хан (202. п. н. е. до 220. године нове ере). На јапанском архипелагу пронађени су и римски новчићи и стаклене перле.
У класичним изворима, проблем утврђивања референци на древну Кину је отежан тумачењем латинског израза Seres, чије је значење варирало и могло се односити на неколико азијских народа који су живели у распону од Индије преко Централне Азије до Кине. У кинеским записима из периода династије Хан па надаље, Римско царство је постало познато као Дакин или Велики Ћин. Каснији израз Фулин (拂菻) је у анализи немачко-америчког синолога Фридриха Хирта и других историчара утврђен као термин за Источно Римско (Византијско) Царство. Кинески извори описују неколико амбасада Фулина (Византијског царства) које су стигле у Кину током династије Танг (618–907 нове ере) и такође помињу опсаду Константинопоља коју је повео Муавије I 674–678.
Географи у Римском царству, као што је Птоломеј у другом веку нове ере, представили су груби приказ источног Индијског океана, укључујући Малајско полуострво, Тајландски залив и Јужно кинеско море. Топоним „Катигара“  који Птолемеј наводи је највероватније био Оц Ео, Вијетнам, где су пронађени римски предмети из Антониновог доба. Древни кинески географи су показали опште познавање западне Азије и источних провинција Рима. Византијски историчар из 7. века нове ере Теофилакт Симоката писао је о поновном уједињењу Кине под вођством династије Суеј (581. до 618. године нове ере), напомињући да су северна и јужна половина биле одвојене територије, од недавно у рату. Овај податак одражава и освајање Чена од стране цара Вена од Суија (в. 581–604 ), као и имена Cathay и Мangi која су користили каснији средњовековни Европљани у Кини током династије Јуан коју су предводили Монголи (1271–1368) и династије Јужна Сонг коју су предводили Хан Кинези (1127–1279).